# Cribbea andina
Cribbea andina är en svampart som först beskrevs av Speg., och fick sitt nu gällande namn av J.E. Wright & E. Horak 1961. Cribbea andina ingår i släktet Cribbea och familjen spindlingar.   Inga underarter finns listade i Catalogue of Life.